# 베르카 진흙 화산군

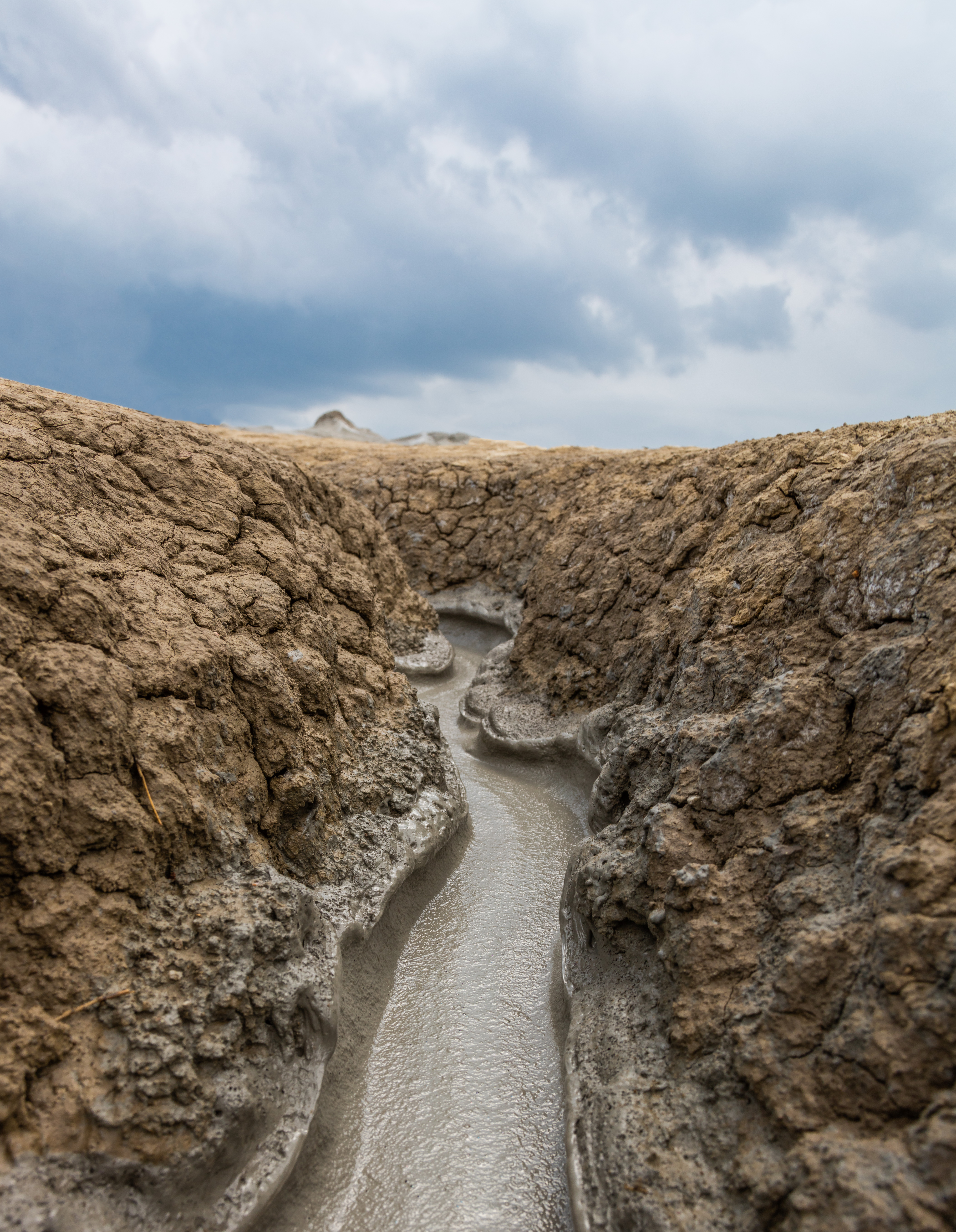

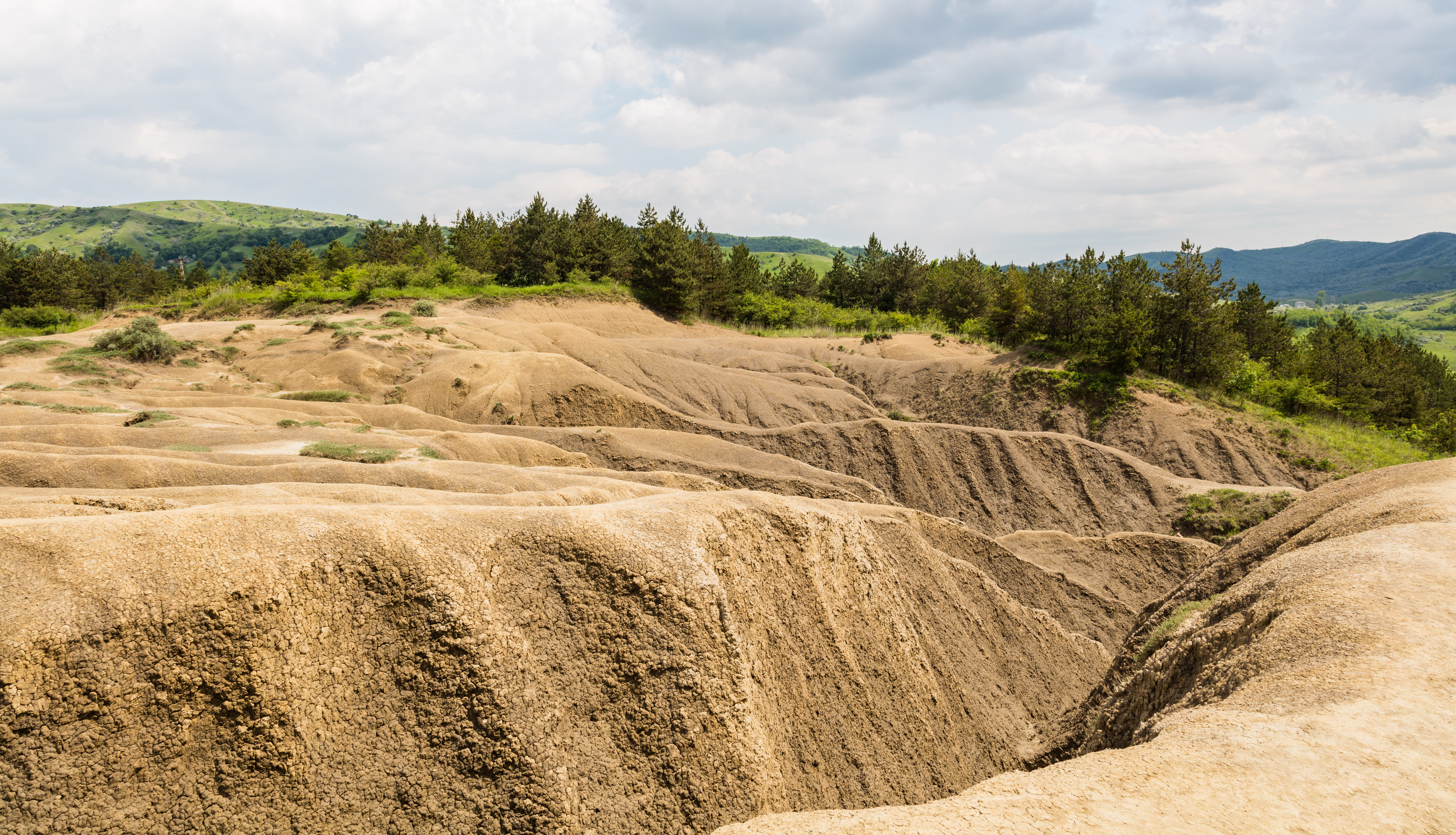

베르카 진흙 화산군(Berca Mud Volcanoes)은 루마니아의 베르카 지역에 있는 이화산군이다. 이 진흙 화산군은 활화산이며, 여러개의 작은 진흙 화산들이 화산군 내에 있다.

## 다른 이름과 구성
베르카 화산의 다른이름은 '불카니 노로이오시'라고 하는데, 루마니아 말로 이화산을 뜻한다. 또한 이 진흙 화산은 큰 화산군과 작은 화산군으로 나뉜다. 둘은 각각 파크렐레 마리(큰 화산)와 파크렐레 미시(작은 화산)로 이름이 붙어있다. 둘 다 활동이 매우 활발하여 꾸준히 분출한다. 어떤 것은 진흙이 넘쳐 용암처럼 흐르기도 한다.